# تیگراناکرت آرتساخ
تیگراناکرت آرتساخ (به ارمنی: Արցախի Տիգրանակերտ) یک شهر باستانی ارمنی می‌باشد که قدمت آن به دوره عصر هلنیستی بازمی‌گردد. شهر باستانی تیگراناکرت آرتساخ یکی از آن چهار شهر همنامی است که در قرن اول پیش از میلاد توسط پادشاه تیگران بزرگ ساخته شده‌است. شهر تیگراناکرت در سال ۲۰۰۵ کشف شد. آن بر دامنه کوهی به نام «وانکاسار» در نزدیکی استان مارتاکرت (مَردگِرد) قرار دارد.
نام تیگراناکرت به معنی «ساختهٔ تیگران» است و بر اساس همان شکل رایج شماری از جاینام‌های منطقه نظیر دستگرد (ساختهٔ دست) و دارابگرد (بناشده توسط داراب) ساخته شده‌است.

## تاریخ

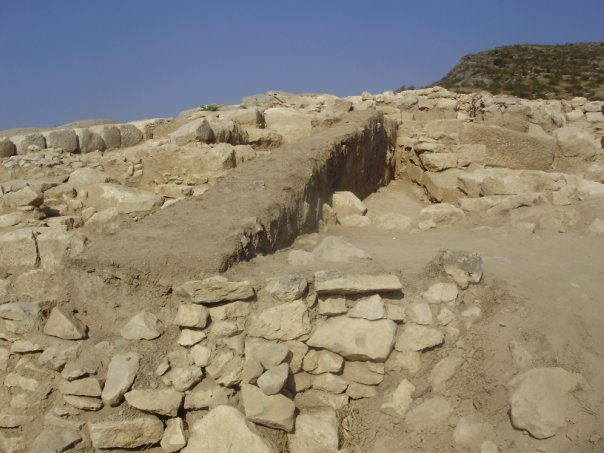
کلیسای باستانی در نزدیکی شهر تیگراناکرت

تیگران بزرگ غیر از تیگراناکرت چند شهر دیگر نیز ساخت، که در منابع یونانی و رومی به آن‌ها اشاره شده‌است. بطلمیوس غیر از شهر تیگراناکرت، از جایی به نام تیگرانوآما در ارمنستان و ناحیه تیگرانا در سرزمین ماد نام می‌برد. به نوشته پلینیوس، جای دیگری در آمانوس وجود داشت که تیگران نامیده می‌شد.
شهری که در منطقه آرتساخ کشف شد و به تیگراناکرتِ آرتساخ معروف است نیز از ساخته‌های تیگران بزرگ است.
اسقف سبئوس می‌نویسد:
«قیصر هراکلیوس برای گریز از دست سپاهیان پارسی بر آن شد که از استان سیونیک به سوی گرجستان بگریزد، اما سپاهی از پارسیان در میانه راه در نزدیکی میوس تیگراناکرت (به معنی تیگراناکرت دیگر) راه او را می‌بندد. قیصر کوشید از همان راهی که آمده بود بازگردد، اما یک سپاه دیگر در نزدیکی قصبه تیگراناکرت راه وی را سد می‌کند. بدین سان سبئوس از دو تیگراناکرت نام می‌برد؛ یکی در سمت شمال به نام میوس تیگراناکرت و دیگری در سمت جنوب که آن را قصبه تیگراناکرت می‌نامد.»
موسس خورناتسی از این تیگراناکرت نام برده‌است. او در شرح همایشی که به رهبری «یغیا کاتولیکوس» ارمنی، در اوایل سده ۸ میلادی. در بردعه برگزار می‌شد می‌نویسد:
«یک کشیش ارمنی به نام پتروس از روستای تگراکرت نیز در این همایش حضور داشته‌است. تگراکرت همان تیگراناکرت است که با لهجه ارمنیان محل به آن صورت درآمده است.»
سرکیس جلالیانتس که در نیمه‌های سده ۱۹ میلادی. از آن منطقه دیدن کرده می‌گوید:
«ارمنی‌های محل، زمین‌های اطراف چشمه شاه بولاق را تنگرناکرت و ایرانی‌ها ترناگورت می‌نامند.»
او حدس زده‌است که شاید تیگراناکرت باستانی که اسقف سبئوس و مؤسس خورناتسی از آن یاد کرده‌اند در همان محل جای داشته باشد. تاتارهای محل، زمین‌های واقع در ۶ کیلومتری چشمه شاه بولاق را گاوورقالا (قلعه کافرها) می‌نامیدند، در حالی که چنین قلعه‌ای در آن حدود دیده نمی‌شد.

## کاوشها

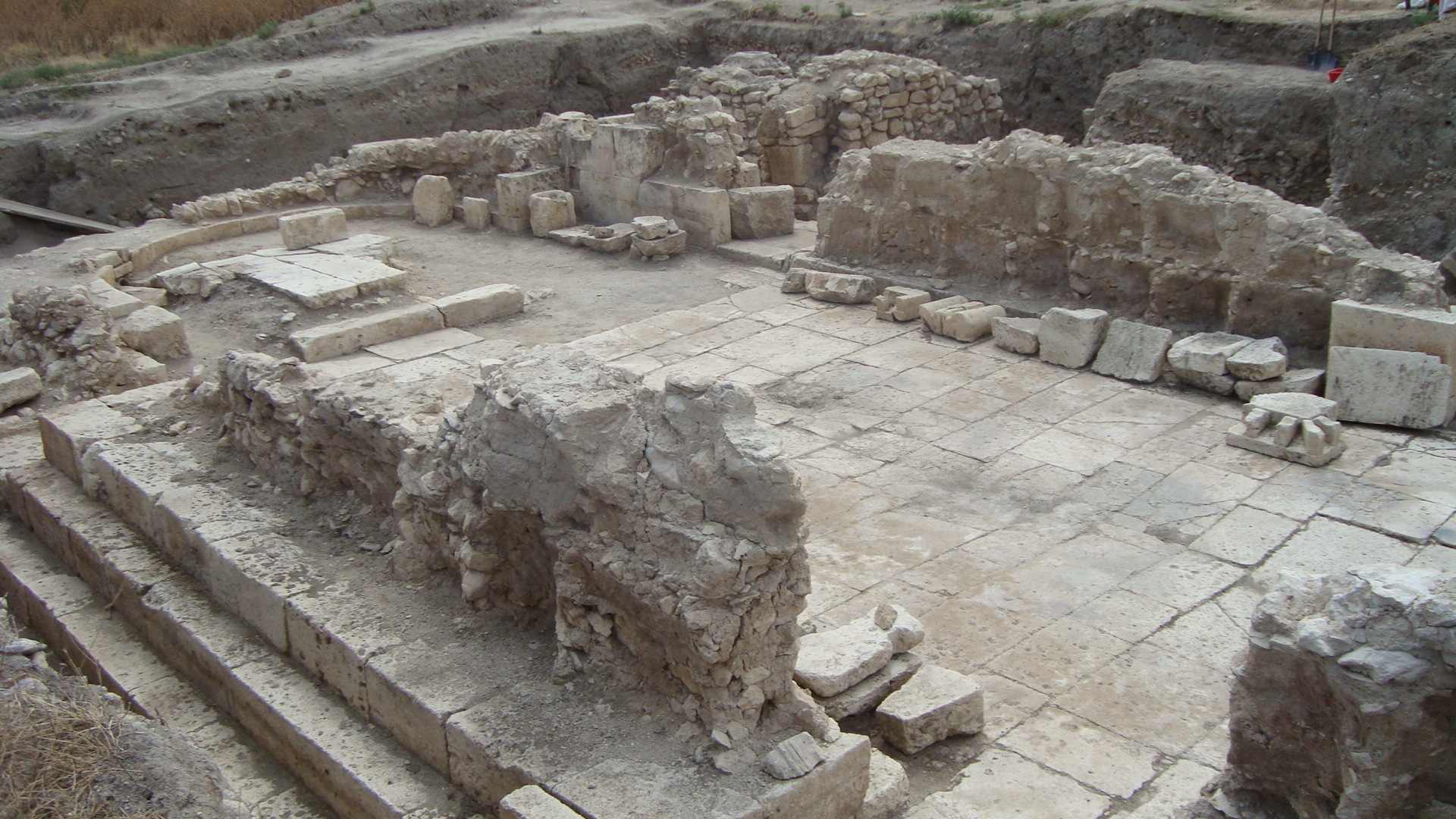
بنای تاریخی در آذربایجان

نخستین مرحله حفاری‌های این منطقه در تابستان ۲۰۰۵ میلادی. آغاز شد. در سومین و چهارمین روز کاوش، به باروهای سنگینی به سبک رومیان با تخته سنگ‌هایی تراش خورده برخورد کردند که در تمام قفقاز شرقی نظیر نداشت. پس از چند روز همه دریافتند که با یک شهر بزرگ هلنیستی به روزگار تیگران دوم سر و کار دارند. پس از جمع‌بندی نتایج کاوش‌ها، به یقین معلوم شد شهری که در زیر زمین خفته‌است همان تیگراناکرت است.
کاوش‌ها در شش نقطه انجام شد، یکی از کاوش‌ها به کشف بقایای یک برج دایره‌ای شکل به شعاع بیش از نه متر انجامید که دیوارهای آن تا پنج ردیف حفظ شده بود. کاوش‌های ارگ مرکزی شهر نشان داد که این نقطه در سده‌های ۱۳–۱۲ میلادی. محله‌ای پرجمعیت بوده‌است. پی باروی جنوبی شهر به طول ۴۵۰ متر نیز به‌طور کامل از زیر خاک بیرون آورده شد. همچنین بقایای یک کلیسای متعلق به اوایل مسیحیت به طول ۲۱ متر کشف شد. کلیسای کشف شده در عمق سه متری زمین جای دارد. این کلیسا در سده ۶–۵ میلادی. فعال بوده‌است. لیکن تکه‌های سفالینی از سده‌های باستان است که بر روی آن نوشته‌های ارمنی وجود دارد. در همان سال در کناره رود خاچن در حومه تیگراناکرت مجموعه‌ای از غارها که پرستشگاه بوده و یک آب راه که برای رساندن آب به شهر ساخته شده بوده پیدا شد. در طول چند سال کاوش، آثار باستانی بسیاری یافت شد که بخشی از آن‌ها در موزهٔ مخصوص تیگراناکرت به نمایش گذاشته شده‌است.
در بهار ۲۰۰۸ میلادی. در کاوش‌های ارگ (معماری) شهر، بخشی از باروی شمالی شهر به طول ۴۰ متر از زیر خاک بیرون آورده شد. سپس پی باروی شهر که از دامنه تپه وانکاسار به سمت بالا ادامه داشت کشف شد. با ادامه کاوش‌ها در کلیسا بخشی از صحن کلیسا و ورودی‌های شمالی و جنوبی آن و غیره کشف شد. در کاوش‌هایی که در انتهای جنوب و غرب انجام شد آثار باستانی متعلق به سده‌های ۱۴–۱۲ میلادی. از جمله یک بیل کامل، سفالینه‌های معمولی و رنگ آمیزی شده، تکه‌های شیشه، تکه‌های صلیب آهنی متعلق به سده‌های ۱۲–۱۱ میلادی. کشف شد. در داخل استحکامات شهر نمونه‌هایی از سفالینه‌های سده ۱ پس از میلاد و سده ۱ میلاد. مانند تکه‌های خمره روغن، کوزه، بشقاب، و گاه به صورت سالم، پیدا شد.
در کاوش‌های بعدی در کناره چپ رود خاچن در قلعه‌ای در بالای کوه، بخشی از باروی قلعه به پهنای ۳٫۵ متر و ورودی قلعه و باقی مانده برج یافت شد. اندکی دور از محله مرکزی شهر تکه‌ای از یک صلیب سنگی پیدا شد که از نظر مشخصات فنی و هنری متعلق به سده‌های ۱۳–۱۲ میلادی. است. این نشان می‌دهد که تیگراناکرت حداقل تا زمان حمله مغول، شهری ارمنی‌نشین و مسیحی‌نشین بوده‌است. کاوش‌های تیگراناکرت هنوز ادامه دارد و سال به سال بخش‌های بیشتری از شهر از دل خاک بیرون می‌آید.

## نگارخانه

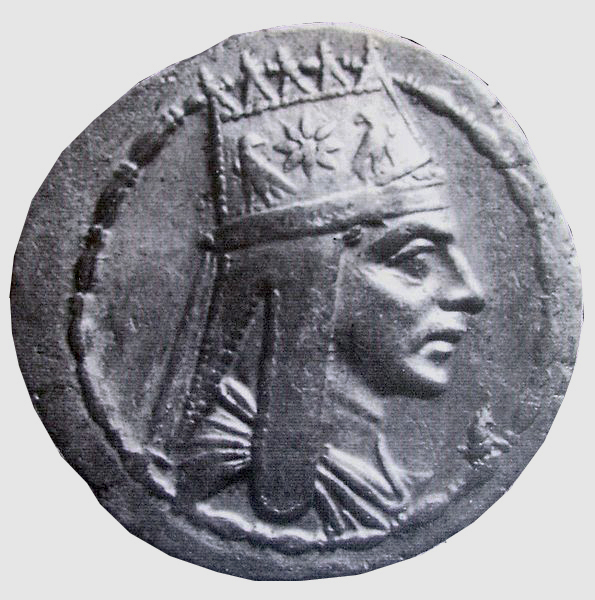
تیگران بزرگ (۹۵ - ۵۵ قبل از میلاد)، حاکم پادشاهی ارمنستان..
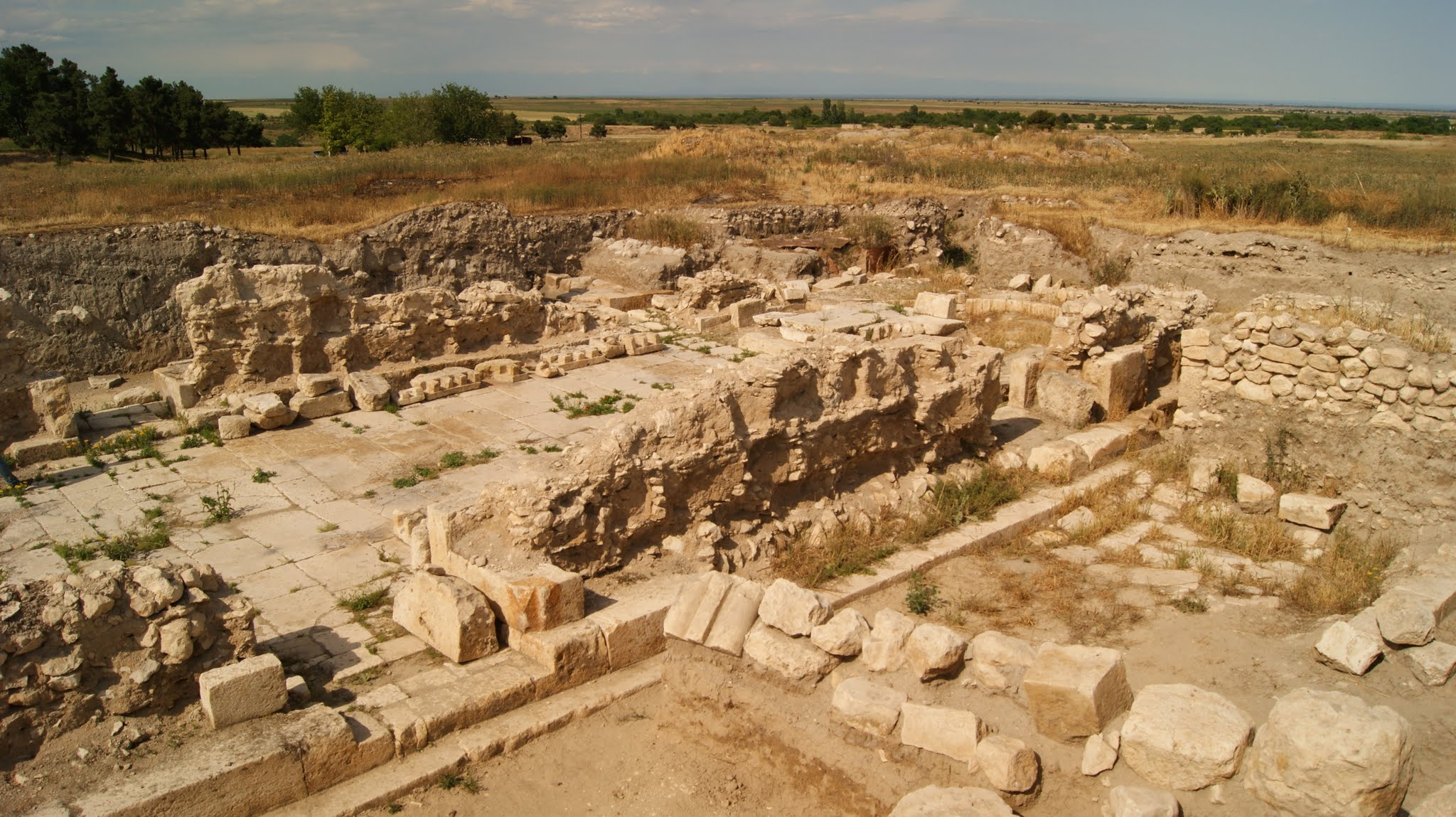
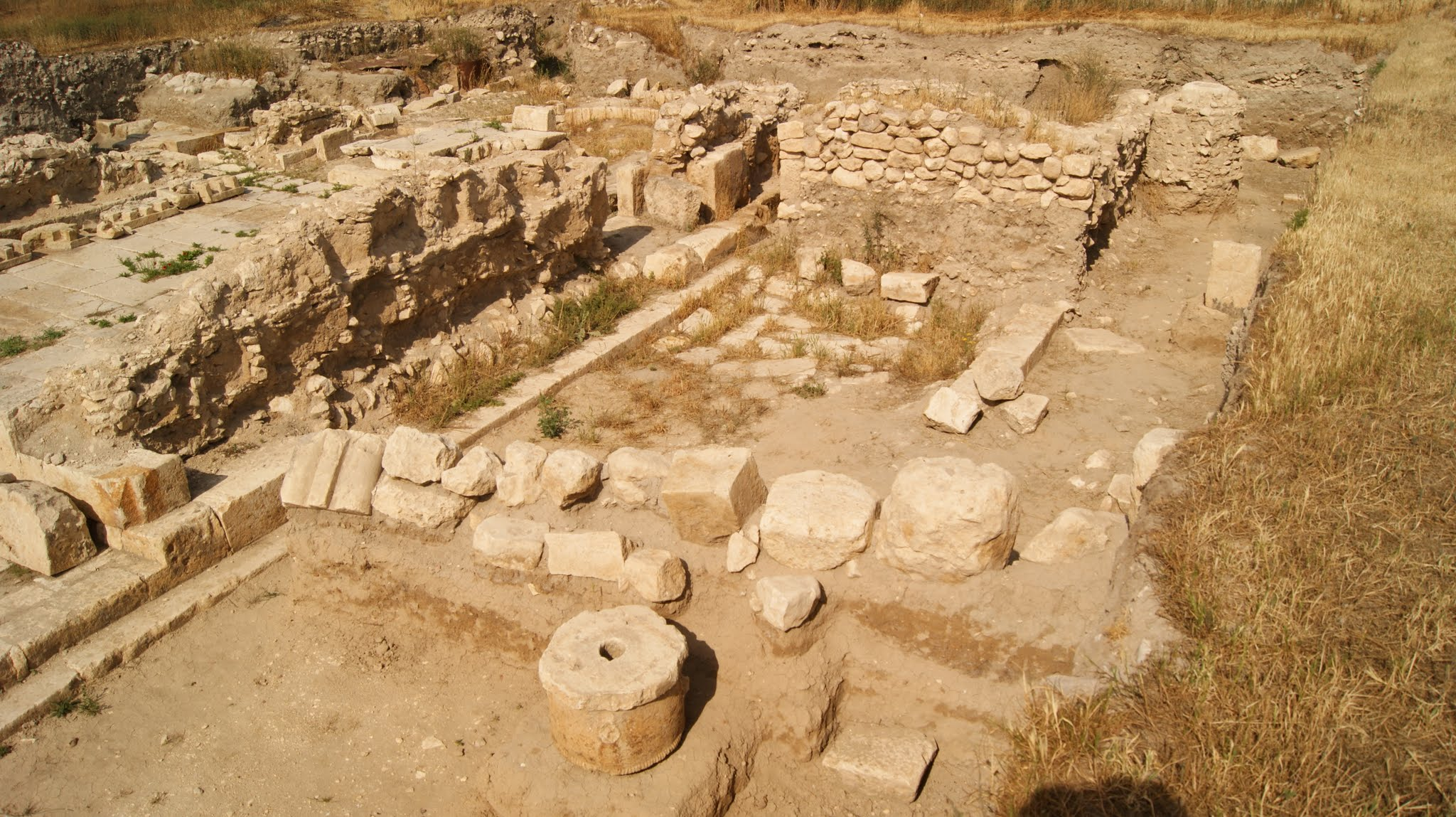
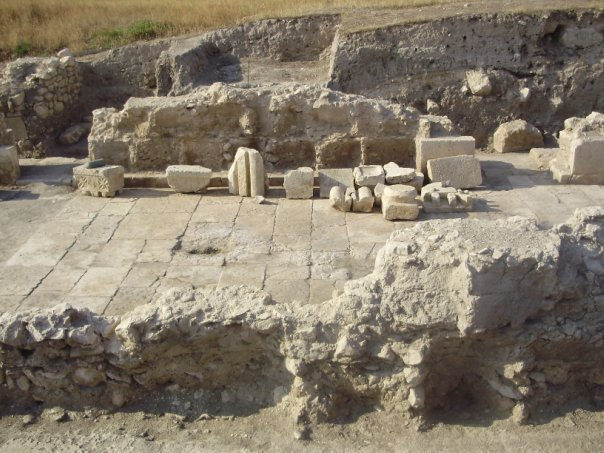
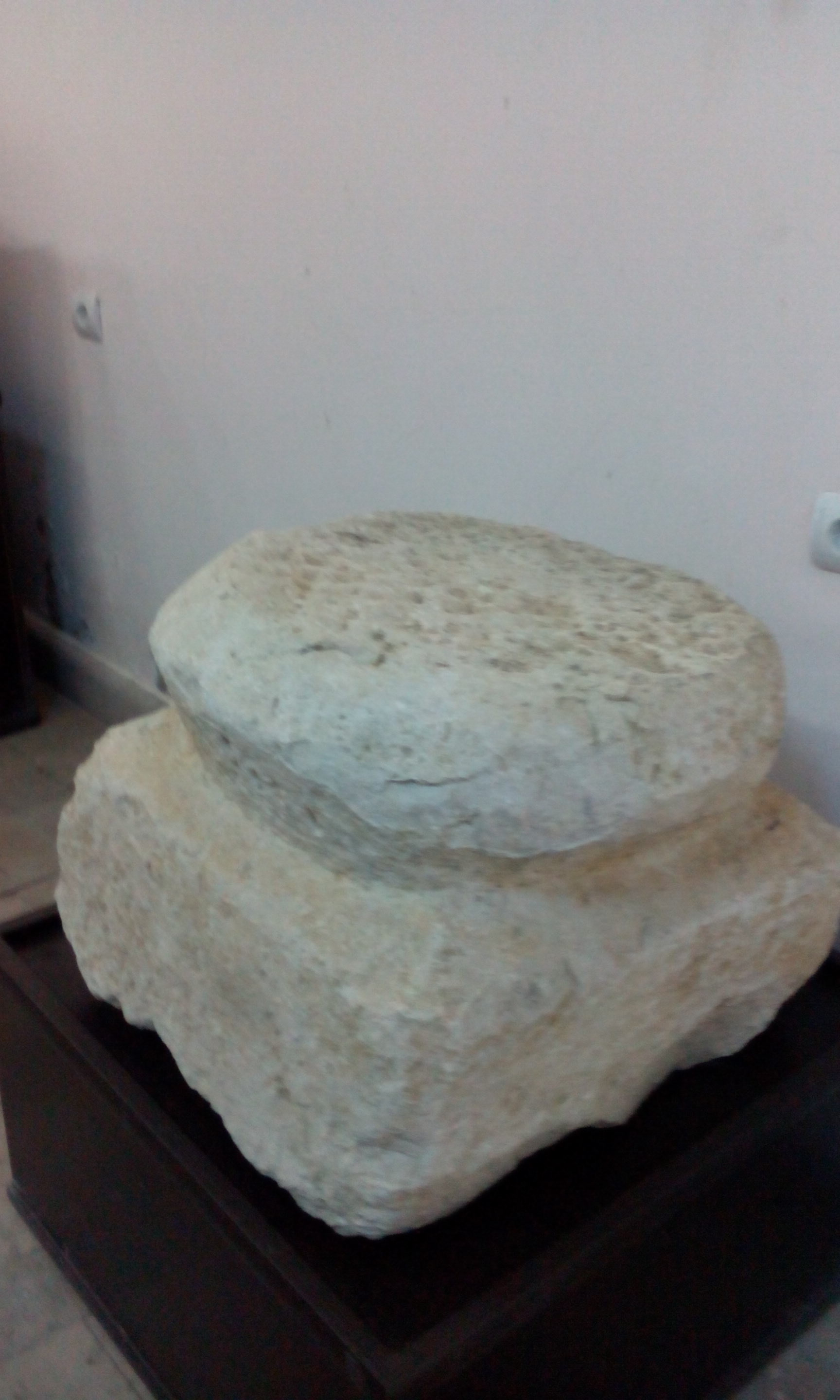
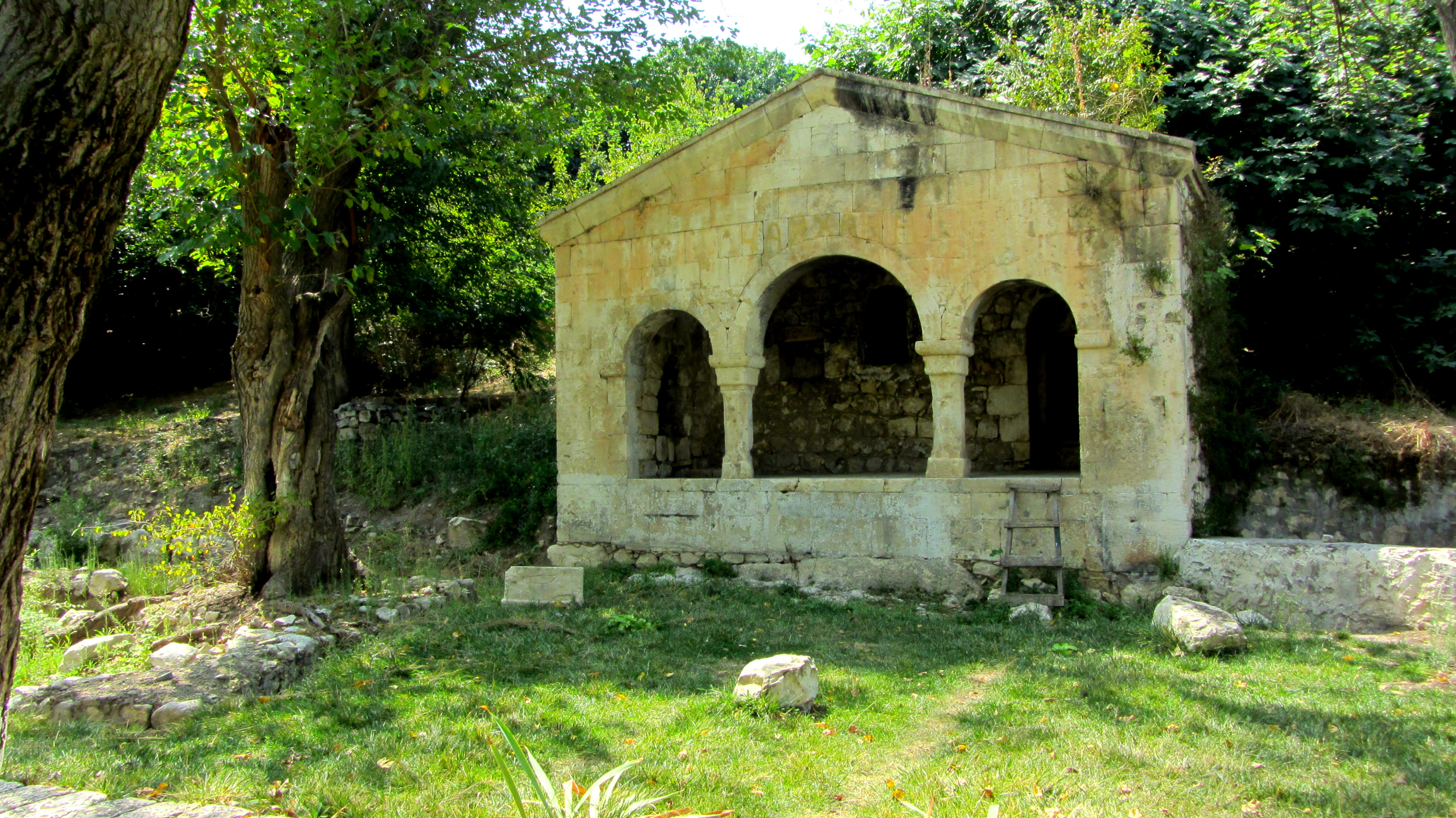
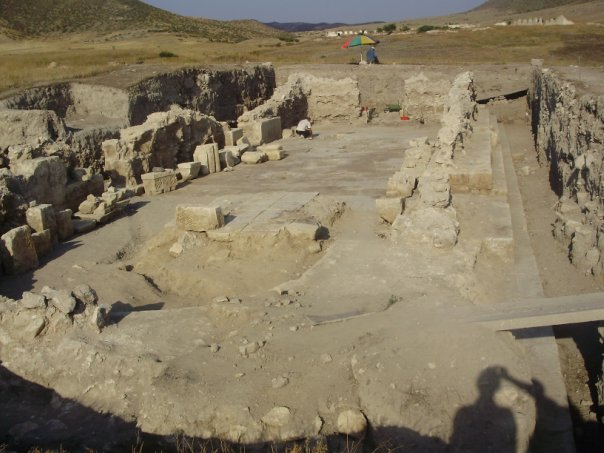